# Olibrus bisignatus
Olibrus bisignatus é uma espécie de insetos coleópteros polífagos pertencente à família Phalacridae.
A autoridade científica da espécie é Ménétriés, tendo sido descrita no ano de 1849.
Trata-se de uma espécie presente no território português.